# Schulreform
Als Schulreform werden Maßnahmen bezeichnet, die auf eine Änderung der Struktur des Schulwesens oder einer Schule abzielen. Schulreformen können die Schule als einzelne Institution betreffen oder Teil einer weiter gefassten Bildungsreform sein. Man unterscheidet zwischen innerer und äußerer Schulreform.

## Innere Schulreform
Die innere Schulreform meint Änderungen von pädagogischen Strukturen und Organisationsformen auf der Ebene einzelner Schulen.
Häufige Ansätze sind dabei:
- Erstellen eines schulischen Leitbildes und eines Schulprogramms,
- das Einbringen neuer Lehr- und Lernformen,
- Einführung von fächer- und klassenübergreifendem Unterricht,
- gemeinsame Einführung von Klassen- und Schulregeln,
- Änderungen der Schulkultur (Schul- und Klassenraumgestaltung, Arbeitsgemeinschaften, Projekttage),
- Einführung eines „corporate identity“ (Schullogo, Schuluniformen).

## Äußere Schulreform
Die äußere Reform meint systemische Änderungen, die durch Politik und Verwaltung durchgesetzt werden. Reformansätze sind dabei beispielsweise
- blanke Umbenennungen Gymnasium, Oberschule
- Änderung der Übergangsmöglichkeiten Sekundarstufen
- Änderungen der Schulformen bzw. des Schulsystems (Einheitsschule, Ganztagsschule),
- Einführung einer  flexiblen Schuleingangsphase,
- Änderungen des Einschulungsalters,
- Abschaffung des Sitzenbleibens,
- Einführung von Vergleichsarbeiten,
- Weitergabe von Kompetenzen an die Schulleitungen und die Selbstverwaltungsorgane der Schulen (Schulautonomie),
- Änderungen der Leistungsbewertung,
- Änderung des Curriculums.
- Abschaffung der Schulpflicht zugunsten einer Bildungspflicht.

## Kritik
Hans-Günter Rolff merkt an, dass die PISA-Studien „die Schulreform aus ihrem Tiefschlaf“ geweckt hätten, es den 68ern aber um viel mehr gegangen sei „als eine Schulreform: nämlich um den Umbruch des Bildungssystems in allen Facetten – um Strukturen und Inhalte, um Chancengleichheit und soziales Lernen, vor allem um Demokratisierung –, nicht nur der Bildungsinstitutionen.“ Rolff bezeichnet die aktuellen Reformen als „eine Zwischenstation auf dem „langen Marsch“ zu einer noch ausstehenden konsequenten und grundsätzlichen Bildungsreform.“